# Rejon kurumkański
Rejon kurumkański (ros. Курумканский район; bur. Хурамхаан аймаг) – rejon w azjatyckiej części Rosji, wchodzący w skład Republiki Buriacji. Stolicą rejonu jest Kurumkan. Rejon został utworzony 3 sierpnia 1944 roku.

## Położenie
Rejon zajmuje powierzchnię 12 450 km². Położony jest w północno - wschodniej części Republiki Buriacji, w środkowym biegu rzeki Barguzin, około 420 km od miasta Ułan Ude.

## Ludność
Rejon zamieszkany jest przez 15 593 osoby (2006 r.). Struktura narodowościowa rejonu przedstawia się następująco:
- Buriaci – 65,4%
- Rosjanie – 30,7%
- Ewenkowie - 2,3%
- Tatarzy – 0,8%
- Ukraińcy – 0,1%
- Azerowie – 0,1%
- Białorusini – 0,1%
- pozostali – 0,5%

Średnia gęstość zaludnienia w rejonie wynosi 1,28 os./km².

## Podział administracyjny
Rejon podzielony jest na 10 wiejskich osiedli. Na terenie rejonu znajduje się 31 skupisk ludności.

### Osiedla wiejskie rejonu
- Argada (ros. Аргада)
- Aregun (ros. Арзгун)
- Dyrien (ros. Дырен)
- Kurumkan (ros. Курумкан)
- Majsk (ros. Майск)
- Mogojto (ros. Могойто)
- Sachuli (ros. Сахули)
- Uljunchan (ros. Улюнхан)
- Baragchan (ros. Барагхан)
- Elesun (ros. Элэсун)

## Gospodarka
Podstawą gospodarki rejonu jest rolnictwo, głównie chów bydła. Uprawy prowadzone są w węższym zakresie ze względu na suchy klimat. Funkcjonuje tu również przemysł spożywczy i drzewny.
Dużą część rejonu zajmuje Rezerwat przyrody „Dżerginskij”.